# Lying Lips (film 1921)
Lying Lips è un film muto del 1921 diretto da John Griffith Wray con la supervisione di Thomas H. Ince.

## Trama
Promessa al ricco William Chase, la giovane aristocratica Nancy Abbott si reca in visita in Canada dove incontra Blair Cornwall, il proprietario di un ranch. Anche se si innamora di Blair, la donna non accetta un futuro pieno di difficoltà e riparte per l'Inghilterra. La nave, sulla quale è imbarcato anche l'allevatore, viene affondata da una mina e i due si salvano, riuscendo ad aggrapparsi a un pezzo del relitto. Nancy, terrorizzata e convinta di essere in punto di morte, confessa il suo amore. Ma, quando arriva una nave in soccorso, i due amanti si separano. 
In Inghilterra, Nancy si prepara al matrimonio con il fidanzato. Dopo aver incontrato nuovamente Blair, la giovane donna non riesce a nascondere più i suoi sentimenti e, giunta all'altare, crolla, dichiarando di amare un altro uomo. I due amanti verranno alla fine riuniti, prima che Nancy si imbarchi alla volta dell'Australia.

## Produzione
Il film - girato con il titolo di lavorazione The Magic Life - fu prodotto dalla Thomas H. Ince Corporation.

## Distribuzione
Distribuito dall'Associated Producers Inc., il film uscì nelle sale cinematografiche statunitensi il 20 gennaio 1921.